# Liste des résolutions du Conseil de sécurité des Nations unies sur l'Azerbaïdjan
Pour un article plus général, voir Liste des résolutions du Conseil de sécurité des Nations unies par pays.
Cet article dresse une liste des résolutions du Conseil de sécurité des Nations unies concernant l'Azerbaïdjan.

## Azerbaïdjan
L’Azerbaïdjan (en azéri : Azərbaycan /ɑzærbɑjˈd͡ʒɑn/), en forme longue la république d'Azerbaïdjan (en azéri : Azərbaycan Respublikası /ɑzærbɑjˈd͡ʒɑn respublicɑˈsɯ/)
- Résolution 742 : nouveau membre : Azerbaïdjan (adoptée le 14 février 1992).

Les quatre résolutions suivantes du Conseil de sécurité de l'ONU ont été adoptées pendant la Guerre du Haut-Karabakh de 1988-1994. Ces résolutions n'ont pas invoqué le Chapitre VII de la Charte des Nations unies.
- Résolution 822 : Arménie-Azerbaïdjan (adoptée le 30 avril 1993). Cette résolution demande la cessation des hostilités et le retrait de toutes les forces d'occupation de Kalbajar et des autres zones récemment occupés de la République azerbaïdjanaise après son occupation le 3 avril 1993.
- Résolution 853 : Arménie-Azerbaïdjan (adoptée le 29 juillet 1993). Cette résolution exige la cessation immédiate de toutes les hostilités, demande le retrait des forces d'occupation Agdam et d'autres zones récemment occupées de la République azerbaïdjanaise et réaffirme la résolution 822 des Nations unies.
- Résolution 874 : Arménie-Azerbaïdjan (adoptée le 14 octobre 1993). Cette résolution appelle au maintien du cessez-le-feu, à la cessation des hostilités au retrait des forces d'occupation des districts azerbaïdjanais récemment occupés de Fizuli le 23 août 1993, Jabrayil le 26 août 1993, Qubadli le 31 septembre 1993 et d'autres zones récemment occupées de la Républiques azerbaïdjanaise et réaffirme les résolutions 822 et 853 des Nations unies.
- Résolution 884 : Arménie-Azerbaïdjan (adoptée le 12 novembre 1993). Cette résolution condamne les récentes violations du cessez-le-feu établi entre les parties, qui ont abouti à une reprise des hostilités ; invite le Gouvernement arménien à d'user de son influence pour faire en sorte que les Arméniens de la région du Haut-Karabagh de la République azerbaïdjanaise se conforment aux résolutions 822, 853 et 874 ; les demandes des parties concernées pour la cessation immédiate des hostilités armées.